# Under My Skin
Under My Skin е вторият студиен албум на канадската изпълнителка Аврил Лавин. Издаден е на 19 май 2004 г. от Arista Records и RCA Records. Албумът достига № 1 в Канада и в американската класация US Billboard 200. От него са продадени повече от 8 милиона копия в световен мащаб, 3 милиона от които – в САЩ, където албумът се класира на 149 място в Billboard 200 на края на десетилетието. Албумът е представен на турнето Bonez Tour (26 септември 2004 – 26 септември 2005 г.).

## Списък с песни

### Оригинален траклист
1. "Take Me Away" – 2:57
2. "Together" – 3:14
3. "Don't Tell Me" – 3:21
4. "He Wasn't" – 2:59
5. "How Does It Feel" – 3:44
6. "My Happy Ending" – 4:02
7. "Nobody's Home" – 3:32
8. "Forgotten" – 3:16
9. "Who Knows" – 3:30
10. "Fall to Pieces" – 3:28
11. "Freak Out" – 3:11
12. "Slipped Away" – 3:33

### Британско издание (iTunes и Spotify)
1. "I Always Get What I Want" – 2:31

### Японско издание
1. "I Always Get What I Want" – 2:31
2. "Nobody's Home" (на живо, акустика) – 3:38

### DualDisc издание
1. „Цял албум в подобрено стерео“ (стандартно издание тракове – 16-bit/48kHz)
2. „Зад кадър“
3. "Don't Tell Me" (видеоклип)
4. "My Happy Ending" (видеоклип)
5. "Nobody's Home" (видеоклип)

### Специално издание
1. "Nobody's Home" (на живо) – 3:20
2. "Take Me Away" (на живо) – 2:55
3. "He Wasn't" (на живо) – 3:13
4. "Tomorrow" (на живо) – 3:35

### Японско специално издание
1. "I Always Get What I Want" – 2:31
2. "Nobody's Home" (на живо, акустика) – 3:38
3. "Nobody's Home" (на живо) – 3:20
4. "Take Me Away" (на живо) – 2:55
5. "He Wasn't" (на живо) – 3:13
6. "Tomorrow" (на живо) – 3:35

### Специално издание (DVD)
1. "Under My Skin Diary"
2. "Bonez Tour Diary"
3. "Don't Tell Me" (видеоклип)
4. "My Happy Ending" (видеоклип)
5. "Nobody's Home" (видеоклип)
6. "He Wasn't" (видеоклип)

## Сингли
- "Don't Tell Me" е първият сингъл от албума. Номиниран е на наградите MTV VMAs (2004). Сингълът достига № 22 в Billboard Hot 100, № 5 във Великобритания и топ 10 в Австралия.
- "My Happy Ending" е вторият сингъл. Песента завръща албума до № 1 в Канада за няколко седмици и до топ 5 в Германия, Великобритания, Австралия и други европейски страни. Сингълът е четвъртият № 1 на Лавин в американската класация Mainstream Top 40 и вторият ѝ платинен след "Complicated" (2002). Песента става международен хит.
- "Nobody's Home" е третият сингъл. Песента се класира по-ниско в повечето страни в сравнение с останалите ѝ сингли.
- "He Wasn't" е четвъртият сингъл. Песента не достига до топ 20 в повечето класации. Тя не е издадена като сингъл в САЩ, където песента "Fall to Pieces" е издадена на нейно място.

### Други песни
- "Fall to Pieces" е издадена като сингъл в Северна Америка и Австралия на 7 юни 2005 г.
- "Take Me Away" е издадена като сингъл само за излъчване по радиото в Канада и по-късно в Австралия. В Канада песента е издадена като сингъл, предшестващ "Don't Tell Me".